# شيهارا بيريرا
شيهارا بيريرا (مواليد 17 أكتوبر 1975) لاعب كريكت بحريني. لعب في عام 2013 في دوري الكريكيت العالمي للدرجة السادسة.

## روابط خارجية
- شيهارا بيريرا على موقع إي آس بي آن كريك إنفو (الإنجليزية)